# Rajac (montagne)
Pour les articles homonymes, voir Rajac.
Le mont Rajac (en serbe cyrillique : Рајац) est une montagne de l'ouest de la Serbie. Il s'élève à une altitude de 848 m.

## Géographie
Le mont Rajac fait partie du groupe de montagnes de Podrinje-Valjevo, dans une des franges orientales des Alpes dinariques ; il est associé au mont Suvobor voisin. Il est situé sur le territoire de la municipalité de Ljig, à 10 km de la ville éponyme de Ljig, à 45 km d'Aranđelovac, à 50 km de Valjevo et à environ 90 km au sud de Belgrade. Le plus haut sommet de la montagne s'élève à 848 m d'altitude.  

## Climat
Le mont Rajac se caractérise par un climat subalpin. Les moyennes de température et de précipitations s'établissent de la manière suivante :
| Mois                                       | Janv | Fév  | Mars | Avr  | Mai   | Juin  | Juil  | Août | Sept | Oct  | Nov  | Déc  | Année |
| ------------------------------------------ | ---- | ---- | ---- | ---- | ----- | ----- | ----- | ---- | ---- | ---- | ---- | ---- | ----- |
| Températures moyennes (°C)                 | -1,4 | -0,4 | 3,2  | 9,3  | 13,4  | 17,1  | 19,0  | 20,0 | 15,8 | 10,9 | 5,9  | 1,0  | 9,5   |
| Moyennes mensuelles de précipitations (mm) | 59,0 | 44,0 | 64,0 | 81,0 | 137,0 | 109,0 | 108,0 | 72,0 | 66,0 | 48,0 | 71,0 | 71,0 | 884,0 |

## Histoire

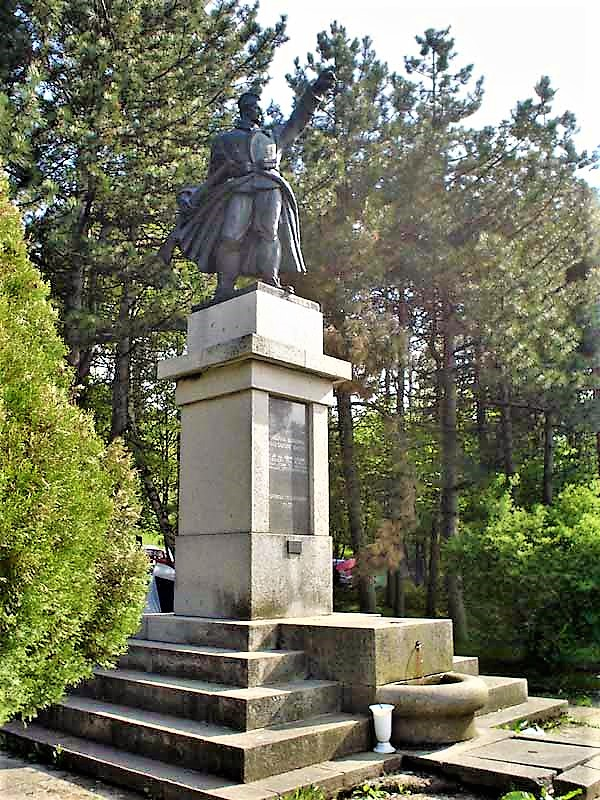
Le monument aux 1300 caporaux

Les monts Suvobor et Rajac ont été le théâtre de la bataille de la Kolubara, qui s'est déroulée du 16 novembre au 15 décembre 1914. Les voïvodes serbes Radomir Putnik et Živojin Mišić y ont battu l'armée de l'empire d'Autriche-Hongrie commandée par le général Oskar Potiorek. Un monument sur le Rajac a été érigé en souvenir des 1300 caporaux (en serbe cyrillique : 1300 каплара) qui se sont illustrés dans cette bataille.

## Tourisme
Le mont Rajac est un centre touristique, notamment connu pour le Fauchage du Rajac (Косидба на Рајцу), une manifestation qui a lieu traditionnellement la première semaine après la fête religieuse de Petrovdan (deuxième semaine de juillet). On y pratique le parapente et des excusions y sont organisées, particulièrement pour les élèves des écoles et les étudiants.

### Liens externes

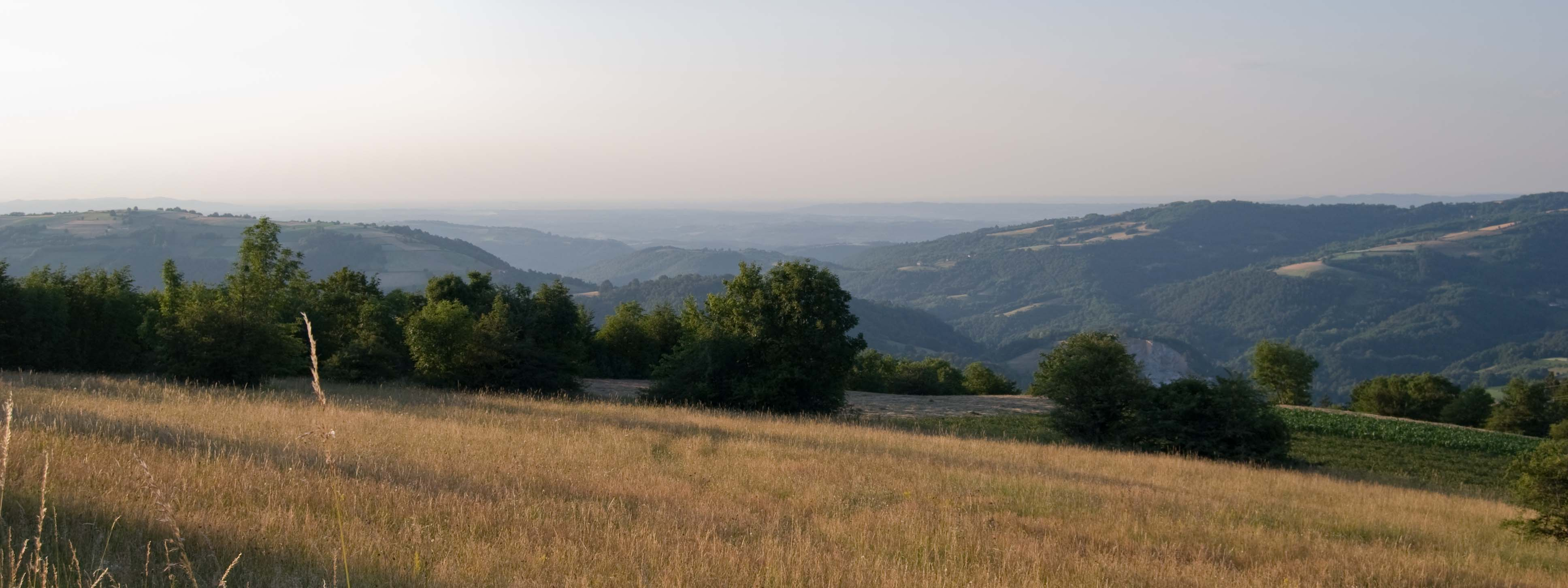
Les monts Rajac vus des villages de Ba et Slavkovica